# Sphondylium conforme
Sphondylium conforme är en flockblommig växtart som beskrevs av Conrad Moench. Sphondylium conforme ingår i släktet Sphondylium och familjen flockblommiga växter. Inga underarter finns listade i Catalogue of Life.